# Андреев, Александр Никитович
Александр Никитович Андреев (11 марта 1917, с. Дмитровка, Александрийский уезд, Херсонская губерния, Российская империя — 1988) — советский партийный деятель, первый секретарь Черкасского обкома КП Украины (1965—1976).

## Биография
Родился в крестьянской семье. Русский.
Член ВКП(б) с 1944 года. Окончил Уманский сельскохозяйственный институт и Высшую партийную школу при ЦК КП Украины.
В 1933—1942 годах — учитель, заведующий учебной части, директор неполной средней школы в Кировоградской области. В 1941 году был эвакуирован в Свердловскую область РСФСР.
Участник Великой Отечественной войны. Служил рядовым взвода управления 537-го минометного полка.
- 1953—1954 гг. — первый секретарь Каменского районного комитета КПУ Кировоградской области,
- 1954 г. — заведующий отделом партийных органов Черкасского областного комитета КПУ,
- 1954—1963 гг. — секретарь Черкасского областного комитета КПУ,
- 1963—1964 гг. — второй секретарь Черкасского сельского областного комитета КПУ,
- 1964—1965 гг. — второй секретарь Черкасского областного комитета КПУ,
- 1965—1976 гг. — первый секретарь Черкасского областного комитета КПУ.

С января 1976 г. на пенсии.
Депутат Совета Союза Верховного Совета СССР 7—9-го созывов (1966—1974) от Черкасской области. В Верховный Совет 9 созыва избран от Звенигородского избирательного округа № 562 Черкасской области; член Комиссии по торговле, бытовому обслуживанию и коммунальному хозяйству Совета Союза.
Член ЦК КП Украины (1966—1976). Депутат Верховного Совета УССР 6-го созыва.

## Награды и звания
- орден Ленина (1958)
- орден Октябрьской Революции
- орден Отечественной войны I степени (1985)
- медали «За отвагу», «За трудовую доблесть» и другие